# Aeroporto di Antsirabato
L'Aeroporto di Antsirabato (IATA: ANM, ICAO: FMNH), è un aeroporto malgascio situato a circa 15 km a sud della città di Antalaha, comune urbano (firaisana) della regione di Sava, nel Madagascar settentrionale.
La struttura, posta all'altitudine di 6 m sul livello del mare, è dotata di una sola pista con fondo in asfalto lunga 1 193 m e larga 27 m con orientamento 18/36.